# Lawrence Feuerbach
Lawrence Feuerbach (Lawrence Edward Joseph „Leon“ Feuerbach; * Juli 1879; † 16. November 1911) war ein US-amerikanischer Kugelstoßer.
1903 wurde er US-Meister.
Bei den Olympischen Spielen 1904 in St. Louis gewann er im Kugelstoßen mit 13,37 m die Bronzemedaille hinter seinen Landsleuten Ralph Rose (der mit 14,81 m einen Weltrekord aufstellte) und Wesley Coe (14,40 m).
Seine Bestleistung von 14,48 m stellte er am 3. September 1906 in Boston auf.
Beim Tauziehen der Spiele in St. Louis belegte er mit dem New York Athletic Club den vierten Platz.